# Juvenal Rodríguez
Juvenal Rodríguez (Bogotá, Colombia; 31 de mayo de 1970) es un exfutbolista colombiano que jugaba como guardameta. Actualmente es parte del cuerpo técnico del entrenador argentino Miguel Ángel Russo en el  Boca Jrs.

## Jugador
Juvenal se formó como futbolista en las Divisiones menores de Independiente Santa Fe. Posteriormente logra debutar en el Deportes Tolima y luego se marcha a Ecuador en donde juega en algunos clubes del ascenso, hasta que sufre una grave lesión. Tras una efímera carrera como jugador retornó a Bogotá en donde trabaja como entrenador personalizado de arqueros y docente en algunas universidades.

## Preparador de arqueros y entrenador
Juvenal regresa al fútbol profesional en la segunda división de Colombia con La Equidad asistiendo a Alexis García. Para el año 2014 por petición del entrenador español Juan Manuel Lillo es presentado como nuevo prepador de arqueros de Millonarios en donde se mantiene hasta la primera semana de 2020, con el equipo embajador se consagró campeón en dos oportunidades y asistió a otros grandes entrenadores como los argentinos Ricardo Lunari, Diego Cocca, Miguel Ángel Russo, el uruguayo Rubén Israel y el colombiano Jorge Luis Pinto
Juvenal dirigió a Millonarios como entrenador encargado en la Pretemporada de 2020, tras la salida de Jorge Luis Pinto el 5 de noviembre de 2019 y la llegada de Alberto Gamero el 3 de diciembre de 2019.
Para 2021 asiste al venezolano Rafael Dudamel en la Universidad de Chile y el Deportivo Cali en donde nuevamente sale campeón. Luego en 2022 se vuelve a unir al cuerpo técnico del argentino Miguel Ángel Russo en el Al-Nassr de Arabia Saudita
En 2023 llega junto con Miguel Ángel Russo a Rosario Central.
Juvenal se ha encargado del proceso deportivo de grandes arqueros como: Diego Novoa, Nelson Ramos, Luis Delgado, Nicolás Vikonis, Wuilker Faríñez, Guillermo de Amores, Waleed Abdullah, Jorge Broun, entre otros.

## Clubes

### Como jugador
| Club            | País     | Año  |
| --------------- | -------- | ---- |
| Deportes Tolima | Colombia | 199? |
| ¿?              | Ecuador  | 199? |

### Como preparador de arqueros
| Club                         | Año                      | AT de:                   | Partidos asistidos |
| ---------------------------- | ------------------------ | ------------------------ | ------------------ |
| La Equidad · Colombia        | 2006 - 2012              | Alexis García            | 394                |
| Millonarios · Colombia       | 2014 - 2019              | Juan Manuel Lillo        | 41                 |
| Millonarios · Colombia       | 2014 - 2019              | Ricardo Lunari           | 46                 |
| Millonarios · Colombia       | 2014 - 2019              | Rubén Israel             | 50                 |
| Millonarios · Colombia       | 2014 - 2019              | Diego Cocca              | 11                 |
| Millonarios · Colombia       | 2014 - 2019              | Miguel Ángel Russo       | 112                |
| Millonarios · Colombia       | 2014 - 2019              | Jorge Luis Pinto         | 54                 |
| La Equidad · Colombia        | 2020                     | Alexis García            | 26                 |
| Universidad de Chile · Chile | 2021                     | Rafael Dudamel           | 26                 |
| Deportivo Cali · Colombia    | 2021                     | Rafael Dudamel           | 23                 |
| Al-Nassr Arabia Saudita      | 2022                     | Miguel Ángel Russo       | 20                 |
| Rosario Central Argentina    | 2023 - 2024              | Miguel Ángel Russo       | 79                 |
| San Lorenzo Argentina        | 2024-2025                | Miguel Ángel Russo       | 30                 |
| Boca Juniors Argentina       | 2025-presente            | Miguel Ángel Russo       | 0                  |
| Total partidos asistidos     | Total partidos asistidos | Total partidos asistidos | 912                |

## Palmarés

### Como asistente
| Título                | Club            | País      | Año  |
| --------------------- | --------------- | --------- | ---- |
| Primera B             | La Equidad      | Colombia  | 2006 |
| Copa Colombia         | La Equidad      | Colombia  | 2008 |
| Torneo Finalización   | Millonarios     | Colombia  | 2017 |
| Superliga de Colombia | Millonarios     | Colombia  | 2018 |
| Torneo Finalización   | Deportivo Cali  | Colombia  | 2021 |
| Copa de la Liga       | Rosario Central | Argentina | 2023 |